# مارك فان در ليندن
مارك فان در ليندن (مواليد 4 فبراير 1964) هو لاعب كرة قدم. يلعب مع منتخب بلجيكا لكرة القدم. سبق له أن لعب في كأس العالم لكرة القدم مع منتخب بلاده.

## روابط خارجية
- مارك فان در ليندن على موقع الاتحاد الدولي (مؤرشف)  (الإنجليزية)
- مارك فان در ليندن على موقع الاتحاد البلجيكي (الإنجليزية)
- مارك فان در ليندن على موقع قاعدة بيانات كرة القدم.إي يو (الإنجليزية)
- مارك فان در ليندن على موقع ناشيونال فوتبول تيمز (الإنجليزية)
- مارك فان در ليندن على موقع Soccerway.com (الإنجليزية)
- مارك فان در ليندن على موقع عالم كرة القدم.نت (الإنجليزية)